# Jaguar (album)
Jaguar è il primo album in studio della cantautrice statunitense Victoria Monét, pubblicato il 7 agosto 2020 dalla Tribe Records.

## Pubblicazione
Il 28 luglio 2020 Victoria Monét ha reso disponibile un cortometraggio, alla fine del quale è stato annunciato il disco insieme alla lista tracce.

## Accoglienza
| Recensione           | Giudizio |
| -------------------- | -------- |
| Clash                | 9/10     |
| The Guardian         |          |
| The Independent      |          |
| The Line of Best Fit | 8/10     |
| NME                  |          |
| Pitchfork            | 7,1/10   |

Jaguar ha ricevuto l'acclamo universale da parte dei critici musicali. Su Metacritic, sito che assegna un punteggio normalizzato su 100 in base a critiche selezionate, l'album ha ottenuto un punteggio medio di 82 basato su sei critiche.

## Tracce
1. Moment – 2:59
2. Big Boss – 1:31
3. Dive – 3:45
4. We Might Even Be Falling in Love – 0:51
5. Jaguar – 3:31
6. Experience – 2:56
7. Ass Like That – 3:40
8. Go There with You – 3:03
9. Touch Me – 3:11

## Classifiche
| Classifica (2020) | Posizione massima |
| ----------------- | ----------------- |
| Stati Uniti       | 174               |